# Adriano De Cupis
Adriano De Cupis (Roma, 8 luglio 1845 – Roma, 15 novembre 1930) è stato un magistrato e funzionario italiano.
È stato professore ordinario di diritto privato nell'Università di Perugia nonché autore di manuali e trattati di diritto civile e commerciale.
È stato altresì Consigliere di Stato dal 5 aprile 1896 al 14 aprile 1904 e Avvocato Generale dello Stato (titolare del più alto ufficio, detto al tempo Avvocato Erariale) dal 14 gennaio 1904 al 10 febbraio 1913.